# Caffè porzionato
Il caffè porzionato è caffè venduto in piccole dosi (generalmente monodosi) capsule rigide, cialde morbide o bustine, anziché in sacchetti di chicchi interi o macinati.
Il caffè porzionato è particolarmente diffuso per le preparazioni espresso ma esistono anche sistemi per filtro.

## Cialde
La cialda di caffè è costituita da un involucro morbido, generalmente compostabile, che contiene una singola dose di caffè. Alcune cialde sono compatibili con le macchine espresso professionali.

## Capsule
La capsula di caffè è costituita da un involucro rigido di alluminio, altro metallo o materiale compostabile.

## Bustine
La Flavia, sistema che usa bustine di plastica da inserire in apposite macchine, originariamente era commercializzata dalla Mars ed è stata poi acquistata dalla Lavazza.
| Sistema | Proprietario | Data d'introduzione | Produzione macchina | Produzione cialde | Disponibilità in Italia | Note |
| ------- | ------------ | ------------------- | ------------------- | ----------------- | ----------------------- | ---- |
| Flavia  | Mars/Lavazza | 1984                | Flavia (Mars)       | Flavia (Mars)     | No                      |      |

## Filtri
In commercio esistono anche filtri a bustina contenenti caffè; in questo caso la bevanda si prepara per infusione in acqua calda come il tè.